# Suspended Animation (Esham)
Suspended Animation è il dodicesimo album in studio del rapper statunitense Esham, pubblicato nel 2010.

## Tracce
1. All the Time – 2:54
2. Closed Doors – 2:31
3. Subatomic (ft. King Solomon) – 2:50
4. Ronald McDonald – 1:47
5. SSMD – 3:31
6. Suspended Animation – 2:11
7. Triggernometry – 2:59
8. Designer Drugs – 1:33
9. Rlp Logo – 2:32
10. ?????? – 0:21
11. You Don't Luv Me – 2:41
12. Electromagnetic – 2:47
13. Horrible – 2:16
14. Poultry – 2:18
15. Sinsory Deprivation – 3:12
16. Get a Room – 2:40
17. U Can Die – 2:27
18. Private Hotel Party – 2:53
19. Worst Place 2 Be – 2:46
20. Killa P*$$y – 1:39
21. American Made – 2:28
22. ?????? – 0:42
23. Don't Wake Me Up – 2:25
24. Gumball 3000 – 2:05
25. Thanx – 1:50
26. But No Thanx – 4:57
27. Police (ft. Daniel Jordan) – 3:18
28. How Come – 3:45
29. Home – 3:10